# Новосергіївка (Сімферополь)
Новосергі́ївка (крим. Novosergiyivka) — район в Сімферополі, у Київському районі, колишнє село.
Складається з малоповерхової забудови та мікрорайону Бела Куна, що з'явився у 1980-ті роки.

## Опис

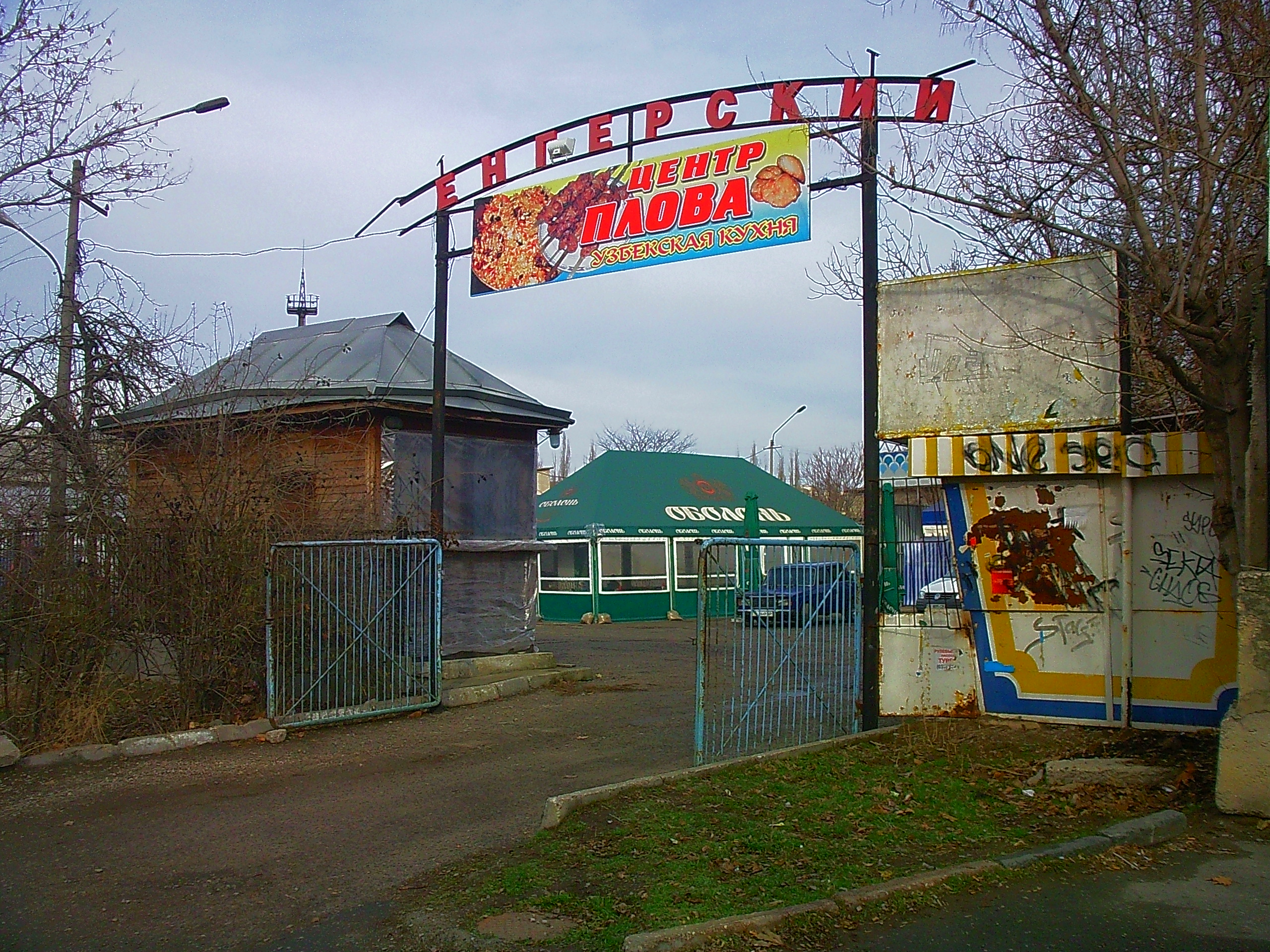
Ринок «Угорський»

Розташований на заході міста, зі сходу обмежений річкою Абдалка, з заходу обмежений Проспектом Перемоги, з півночі об'їзною дорогою Ялтинської траси, з півдня річкою Малий Салгир.
Головні вулиці — Кечкеметська, Сельвінського, Новосергіївська, Бела Куна, Артезіанська, Надинського.
Територія району на південь від вулиці Кечкеметська складається з малоповерхової забудови, на північ — з багатоповерхової забудови мікрорайону вулиці Бела Куна.
В районі знаходяться школи № 6 та № 23, авторинок та ринок «Угорський» (рос. рынок «Венгерский»), Кримська республіканська дитяча клінічна лікарня.

## Історія

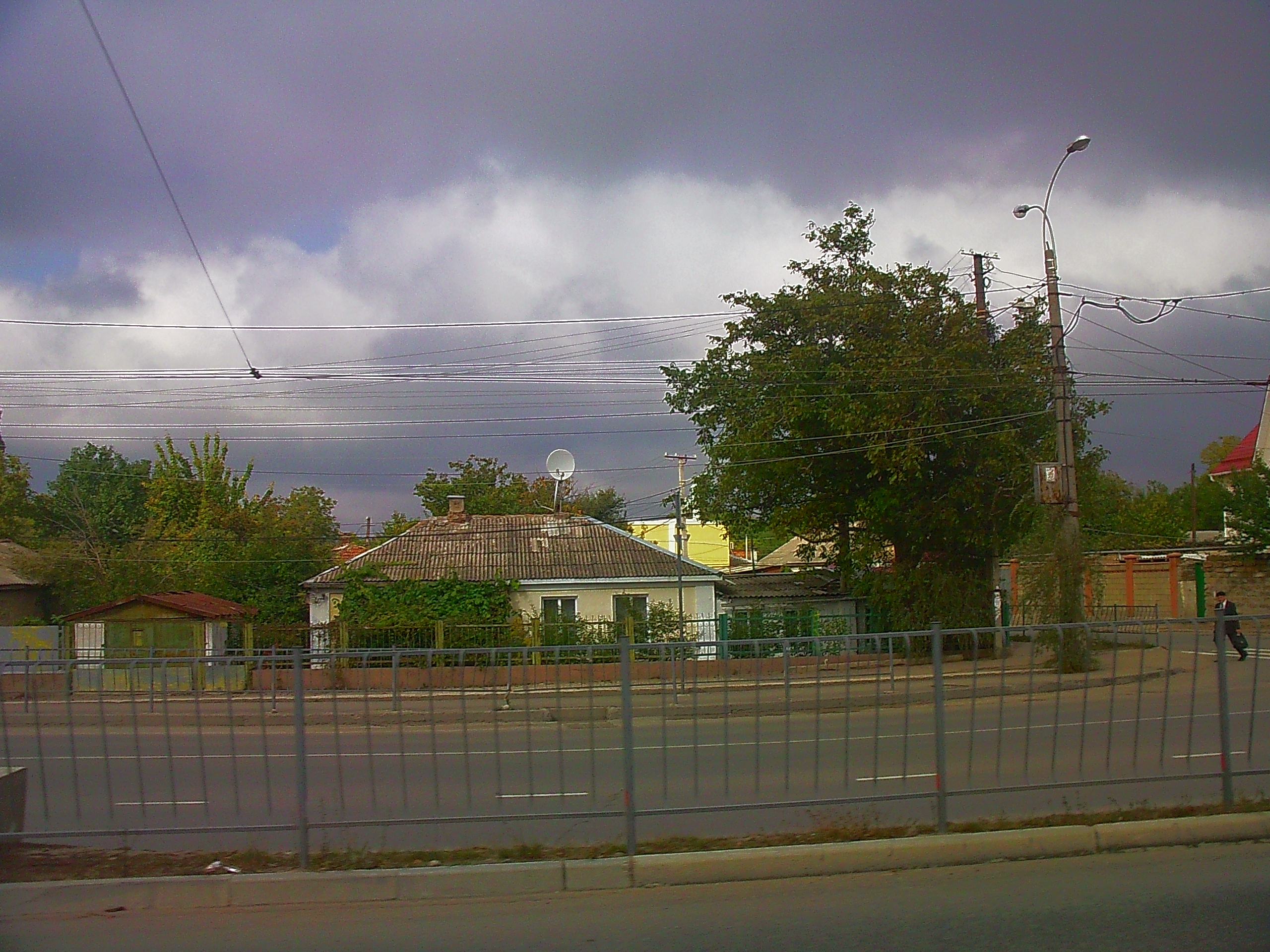
Малоповерхова забудова колишнього села.

Вперше у документальних джерелах Ново-Сергіївка зустрічається у 1915 році.
У 1954 році в селі збудовано двоповерхову будівлю восьмирічної школи. Нині це середня освітня школа № 6.
У 1957 році Ново-Сергіївка включена до складу міста.
У 1980-х роках почалося будівництво сучасного мікрорайону навколо вулиці Бела Куна.
Будинок над авторинком за адресою Проспект Перемоги № 218 мешанці називають «московським будинком», оскільки його було зведено за проєктом будинків у Москві.
Республіканська дитяча клінічна лікарня була відкрита 1982 року.
Підземний перехід на Бородіна почав будуватися навесні 2013 року.